# Фіналіс
Фіна́ліс (лат. finalis— заключний) — функція модального ладу, що позначає кінцевий стійкий тон у григоріанському хоралі. Кінцевий стійкий тон — найважливіша категорія будь-якого модального ладу. Проте, називати «фіналіс» будь-який кінцевий тон (наприклад, заключний тон піснеспівів у системі великого знаменного розспіву) не прийнято.
Фіналіс не слід плутати з тонікою. Тоніка — центр тяжіння ладових тяжінь на мікрорівні (на акордових оборотів) і на макрорівні (на рівні каденційного і / або модуляційного планів). Фіналіс — останній, тобто формально виділений, і тому сприйманий як особливо значимий тон. Модальний лад розгортається не як система тяжінь між центром і периферією характерних для тональності, а шляхом обходу ступенів звукоряду, звідси особливе «результативне» значення фіналісу. За свідченням Гвідо д'Ареццо:
| латина | переклад |
| --- | --- |
| Praeterea cum aliquem cantare audimus, primam eius vocem cuius modi sit, ignoramus, quia utrum toni, semitonia reliquaeve species sequantur, nescimus. Finito vero cantu ultimae vocis modum ex praeteritis aperte cognoscimus. Incepto enim cantu, quid sequatur, ignoras; finito vero quid praecesserit, vides. Itaque finalis vox est quam melius intuemur. | І ось ще що: коли ми чуємо, як хтось заспівав, ми не маємо поняття, до якого ладу відноситься перший звук [наспіву], тому що не знаємо, які саме тони, півтони і інші інтервали підуть далі. Після закінчення ж мотиву, з попередніх [звуків] ми ясно розуміємо лад, до якого належить останній його звук. Заспівуючи мелодію, ти не відаєш, що буде, закінчивши ж її, розумієш все, що передувало. Ось чому ми так пильно вивчаємо саме фінальний звук. |

Хоча термін «фіналіс» історично пов'язаний із католицькою монодією, в сучасній науці його нерідко поширюють і на багатоголосні модальні лади (у західноєвропейській музиці Середньовіччя та Відродження); при такій екстраполяції фіналісом називають не один тон, а співзвуччя.
Finalis систематично вживається як найважливіший термін вчення про ладі в музично-теоретичних трактатах Середніх віків та Відродження починаючи з епохи Каролінгів; у виділеному термінологічному значенні finalis вперше реєструється в 2-ій половині IX століття у Хукбальда Сент-Аманського.